# Snowboard-Weltcup 2024/25
Der Snowboard-Weltcup 2024/25 ist eine von der FIS organisierte Wettkampfserie, die am 31. August 2024 in Cardrona (Neuseeland) begann und am 6. April 2025 in Mont Sainte-Anne (Kanada) enden soll. Ausgetragen werden Wettbewerbe im Alpin-Snowboard (Parallelslalom und Parallel-Riesenslalom), Snowboardcross, und Freestyle-Snowboard (Halfpipe, Slopestyle und Big Air).
Höhepunkt der Saison sind die Snowboard-Weltmeisterschaften 2025 im Engadin (Schweiz), deren Ergebnisse allerdings nicht mit in die Weltcupwertungen einfließen.

## Snowboard Alpin

### Männer

#### Weltcupwertungen
| Rang | Name                | Punkte |
| ---- | ------------------- | ------ |
| 1    | Maurizio Bormolini  | 910    |
| 2    | Andreas Prommegger  | 731    |
| 3    | Daniele Bagozza     | 594    |
| 4    | Gabriel Messner     | 591    |
| 5    | Benjamin Karl       | 565    |
| 6    | Radoslaw Jankow     | 543    |
| 7    | Tim Mastnak         | 537    |
| 8    | Arvid Auner         | 531    |
| 9    | Elias Huber         | 516    |
| 10   | Aaron March         | 505    |
| 11   | Edwin Coratti       | 448    |
| 12   | Roland Fischnaller  | 442    |
| 13   | Alexander Payer     | 424    |
| 14   | Mirko Felicetti     | 402    |
| 15   | Lee Sang-ho         | 394    |
| 16   | Kim Sang-kyum       | 366    |
| 17   | Dario Caviezel      | 353    |
| 18   | Fabian Obmann       | 341    |
| 19   | Žan Košir           | 322    |
| 20   | Matthäus Pink       | 247    |
| 21   | Arnaud Gaudet       | 224    |
| 22   | Stefan Baumeister   | 224    |
| 23   | Ben Heldman         | 221    |
| 24   | Dominik Burgstaller | 199    |
| 25   | Terwel Samfirow     | 179    |
| 26   | Cody Winters        | 160    |
| 27   | Ye Bi               | 159    |
| 28   | Gian Casanova       | 155    |

| Rang | Name                | Punkte |
| ---- | ------------------- | ------ |
| 29   | Oskar Kwiatkowski   | 150    |
| 30   | Ole-Mikkel Prantl   | 104    |
| 31   | Masaki Shiba        | 100    |
| 32   | Yannik Angenend     | 74     |
| 33   | Krystof Minarik     | 71     |
| 34   | Rok Marguč          | 63     |
| 35   | Cho Wan-hee         | 56     |
| 36   | Christoph Karner    | 43     |
| 37   | Michał Nowaczyk     | 37     |
| 38   | Ban Xuefu           | 33     |
| 39   | Petar Gergyovski    | 27     |
| 40   | Mykhailo Kharuk     | 26     |
| 41   | Alexander Krashniak | 20     |
| 42   | Max Kühnhauser      | 18     |
| 43   | Sun Huan            | 18     |
| 44   | Walker Overstake    | 17     |
| 45   | Fabian Lantschner   | 15     |
| 46   | Samuel Vojtasek     | 12     |
| 47   | Marc Hofer          | 11     |
| 48   | Michael Nazwaski    | 11     |
| 49   | Ma Jun-ho           | 9      |
| 50   | Hong Seung-yeong    | 9      |
| 51   | Jules Lefebvre      | 8      |
| 52   | Kristian Georgiev   | 7      |
| 53   | Kentaro Yoshioka    | 5      |
| 54   | Lion Hammerschmidt  | 2      |
| 54   | Werner Pietsch      | 2      |
| 56   | Dylan Udolf         | 1      |

| Rang | Name               | Punkte |
| ---- | ------------------ | ------ |
| 01   | Maurizio Bormolini | 692    |
| 02   | Andreas Prommegger | 495    |
| 03   | Radoslaw Jankow    | 455    |
| 04   | Edwin Coratti      | 416    |
| 05   | Elias Huber        | 412    |
| 06   | Tim Mastnak        | 410    |
| 07   | Benjamin Karl      | 404    |
| 08   | Mirko Felicetti    | 385    |
| 09   | Roland Fischnaller | 368    |
| 10   | Daniele Bagozza    | 357    |

| Rang | Name               | Punkte |
| ---- | ------------------ | ------ |
| 01   | Arvid Auner        | 299    |
| 02   | Gabriel Messner    | 252    |
| 03   | Daniele Bagozza    | 237    |
| 04   | Andreas Prommegger | 236    |
| 05   | Maurizio Bormolini | 218    |
| 06   | Aaron March        | 183    |
| 07   | Benjamin Karl      | 161    |
| 08   | Matthäus Pink      | 155    |
| 09   | Alexander Payer    | 130    |
| 10   | Dario Caviezel     | 128    |

#### Wettbewerbe
| Datum      | Ort               | Disziplin             | 1. Platz           | 2. Platz            | 3. Platz           |
| ---------- | ----------------- | --------------------- | ------------------ | ------------------- | ------------------ |
| 30.11.2024 | Mylin             | Parallel-Riesenslalom | Edwin Coratti      | Kim Sang-kyum       | Lee Sang-ho        |
| 01.12.2024 | Mylin             | Parallelslalom        | Maurizio Bormolini | Benjamin Karl       | Gabriel Messner    |
| 07.12.2024 | Yanqing           | Parallel-Riesenslalom | Tim Mastnak        | Maurizio Bormolini  | Mirko Felicetti    |
| 08.12.2024 | Yanqing           | Parallelslalom        | Daniele Bagozza    | Gabriel Messner     | Andreas Prommegger |
| 12.12.2024 | Carezza           | Parallel-Riesenslalom | Radoslaw Jankow    | Tim Mastnak         | Benjamin Karl      |
| 14.12.2024 | Cortina d’Ampezzo | Parallel-Riesenslalom | Daniele Bagozza    | Aaron March         | Alexander Payer    |
| 21.12.2024 | Davos             | Parallelslalom        | Arvid Auner        | Dario Caviezel      | Fabian Obmann      |
| 11.01.2025 | Scuol             | Parallel-Riesenslalom | Maurizio Bormolini | Dominik Burgstaller | Andreas Prommegger |
| 14.01.2025 | Bad Gastein       | Parallelslalom        | Aaron March        | Andreas Prommegger  | Cody Winters       |
| 18.01.2025 | Bansko            | Parallel-Riesenslalom | Andreas Prommegger | Benjamin Karl       | Gabriel Messner    |
| 19.01.2025 | Bansko            | Parallel-Riesenslalom | Dario Caviezel     | Gabriel Messner     | Radoslaw Jankow    |
| 25.01.2025 | Rogla             | Parallel-Riesenslalom | Maurizio Bormolini | Elias Huber         | Aaron March        |
| 15.02.2025 | Val Saint-Côme    | Parallel-Riesenslalom | Žan Košir          | Benjamin Karl       | Radoslaw Jankow    |
| 16.02.2025 | Val Saint-Côme    | Parallel-Riesenslalom | Elias Huber        | Roland Fischnaller  | Maurizio Bormolini |
| 01.03.2025 | Krynica           | Parallel-Riesenslalom | Roland Fischnaller | Lee Sang-ho         | Maurizio Bormolini |
| 02.03.2025 | Krynica           | Parallel-Riesenslalom | Andreas Prommegger | Maurizio Bormolini  | Kim Sang-kyum      |
| 15.03.2025 | Winterberg        | Parallelslalom        | Matthäus Pink      | Arvid Auner         | Maurizio Bormolini |

### Frauen
| Rang | Name                  | Punkte |
| ---- | --------------------- | ------ |
| 1    | Tsubaki Miki          | 1209   |
| 2    | Ramona Hofmeister     | 1034   |
| 3    | Sabine Payer          | 914    |
| 4    | Julie Zogg            | 693    |
| 5    | Michelle Dekker       | 681    |
| 6    | Aleksandra Król-Walas | 639    |
| 7    | Jasmin Coratti        | 574    |
| 8    | Claudia Riegler       | 505    |
| 9    | Elisa Caffont         | 484    |
| 10   | Cheyenne Loch         | 450    |
| 11   | Zuzana Maděrová       | 441    |
| 12   | Lucia Dalmasso        | 433    |
| 13   | Ladina Caviezel       | 352    |
| 14   | Gloria Kotnik         | 341    |
| 15   | Flurina Neva Bätschi  | 333    |
| 16   | Aurelie Moisan        | 290    |
| 17   | Jeong Hae-rim         | 264    |
| 18   | Annamari Dantscha     | 250    |
| 19   | Iris Pflum            | 233    |
| 20   | Kaylie Buck           | 186    |
| 21   | Tomoka Takeuchi       | 178    |
| 22   | Maria Bukowska-Chyc   | 161    |
| 23   | Gong Naiying          | 154    |
| 24   | Ester Ledecká         | 150    |
| 25   | Jessica Keiser        | 142    |
| 26   | Melanie Hochreiter    | 141    |
| 27   | Martina Ankele        | 119    |
| 28   | Malena Samfirowa      | 106    |

| Rang | Name                 | Punkte |
| ---- | -------------------- | ------ |
| 29   | Elisa Fava           | 96     |
| 30   | Larissa Gasser       | 75     |
| 31   | Bai Xinhui           | 49     |
| 32   | Xenia von Siebenthal | 47     |
| 33   | Nadiia Hapatyn       | 46     |
| 34   | Carmen Kainz         | 42     |
| 35   | Adela Keclikova      | 42     |
| 36   | Peng Cheng           | 40     |
| 37   | Noa Kanazawa         | 30     |
| 38   | Laila Ursina Bätschi | 29     |
| 39   | Dong Yuyue           | 29     |
| 40   | Millie Bongiorno     | 27     |
| 41   | Asa Toyoda           | 26     |
| 42   | Klara Sonkova        | 25     |
| 43   | Dong Xue             | 20     |
| 44   | Kong Binbin          | 19     |
| 45   | Kaiya Kizuka         | 16     |
| 46   | Ricarda Hauser       | 15     |
| 47   | Miriam Weis          | 14     |
| 48   | Olimpia Kwiatkowska  | 12     |
| 49   | Kann Binbin          | 12     |
| 50   | Weronika Dawidek     | 10     |
| 51   | Pia Schöffmann       | 10     |
| 52   | Vita Bodnaruk        | 9      |
| 53   | Megan Farrell        | 8      |
| 54   | Oleksandra Malovanna | 4      |
| 55   | Alexa Bullis         | 1      |

| Rang | Name                  | Punkte |
| ---- | --------------------- | ------ |
| 01   | Tsubaki Miki          | 804    |
| 02   | Ramona Hofmeister     | 773    |
| 03   | Sabine Payer          | 588    |
| 04   | Aleksandra Król-Walas | 561    |
| 05   | Julie Zogg            | 486    |
| 06   | Michelle Dekker       | 452    |
| 07   | Jasmin Coratti        | 420    |
| 08   | Cheyenne Loch         | 356    |
| 09   | Lucia Dalmasso        | 324    |
| 10   | Elisa Caffont         | 308    |

| Rang | Name                 | Punkte |
| ---- | -------------------- | ------ |
| 01   | Tsubaki Miki         | 405    |
| 02   | Sabine Payer         | 326    |
| 03   | Ramona Hofmeister    | 261    |
| 04   | Claudia Riegler      | 229    |
| 05   | Michelle Dekker      | 229    |
| 06   | Julie Zogg           | 297    |
| 07   | Flurina Neva Bätschi | 196    |
| 08   | Elisa Caffont        | 176    |
| 09   | Jasmin Coratti       | 154    |
| 10   | Zuzana Maděrová      | 143    |

#### Wettbewerbe
| Datum      | Ort               | Disziplin             | 1. Platz              | 2. Platz              | 3. Platz              |
| ---------- | ----------------- | --------------------- | --------------------- | --------------------- | --------------------- |
| 30.11.2024 | Mylin             | Parallel-Riesenslalom | Ester Ledecká         | Aleksandra Król-Walas | Tsubaki Miki          |
| 01.12.2024 | Mylin             | Parallelslalom        | Sabine Payer          | Tsubaki Miki          | Julie Zogg            |
| 07.12.2024 | Yanqing           | Parallel-Riesenslalom | Lucia Dalmasso        | Sabine Payer          | Tsubaki Miki          |
| 08.12.2024 | Yanqing           | Parallelslalom        | Tsubaki Miki          | Claudia Riegler       | Julie Zogg            |
| 12.12.2024 | Carezza           | Parallel-Riesenslalom | Jasmin Coratti        | Aleksandra Król-Walas | Tsubaki Miki          |
| 14.12.2024 | Cortina d’Ampezzo | Parallel-Riesenslalom | Sabine Payer          | Aleksandra Król-Walas | Jasmin Coratti        |
| 21.12.2024 | Davos             | Parallelslalom        | Tsubaki Miki          | Michelle Dekker       | Flurina Neva Bätschi  |
| 11.01.2025 | Scuol             | Parallel-Riesenslalom | Aleksandra Król-Walas | Tsubaki Miki          | Tomoka Takeuchi       |
| 14.01.2025 | Bad Gastein       | Parallelslalom        | Ramona Hofmeister     | Tsubaki Miki          | Elisa Caffont         |
| 18.01.2025 | Bansko            | Parallel-Riesenslalom | Ramona Hofmeister     | Tsubaki Miki          | Aleksandra Król-Walas |
| 19.01.2025 | Bansko            | Parallel-Riesenslalom | Ramona Hofmeister     | Tsubaki Miki          | Michelle Dekker       |
| 25.01.2025 | Rogla             | Parallel-Riesenslalom | Tsubaki Miki          | Sabine Payer          | Elisa Caffont         |
| 15.02.2025 | Val Saint-Côme    | Parallel-Riesenslalom | Ramona Hofmeister     | Sabine Payer          | Michelle Dekker       |
| 16.02.2025 | Val Saint-Côme    | Parallel-Riesenslalom | Ramona Hofmeister     | Julie Zogg            | Tsubaki Miki          |
| 01.03.2025 | Krynica           | Parallel-Riesenslalom | Ramona Hofmeister     | Michelle Dekker       | Julie Zogg            |
| 02.03.2025 | Krynica           | Parallel-Riesenslalom | Tsubaki Miki          | Malena Samfirowa      | Ramona Hofmeister     |
| 15.03.2025 | Winterberg        | Parallelslalom        | Sabine Payer          | Ramona Hofmeister     | Zuzana Maděrová       |

### Mixed-Team

#### Wettbewerbe
| Datum      | Ort         | Disziplin      | 1. Platz                                    | 2. Platz                                         | 3. Platz                                    |
| ---------- | ----------- | -------------- | ------------------------------------------- | ------------------------------------------------ | ------------------------------------------- |
| 15.01.2025 | Bad Gastein | Parallelslalom | Österreich IAndreas Prommegger Sabine Payer | Deutschland IStefan Baumeister Ramona Hofmeister | Schweiz IGian Casanova Flurina Neva Bätschi |
| 16.03.2025 | Winterberg  | Parallelslalom | Deutschland IElias Huber Ramona Hofmeister  | Deutschland IIStefan Baumeister Cheyenne Loch    | Italien IMaurizio Bormolini Elisa Caffont   |

## Snowboardcross

### Männer

#### Weltcupwertungen
| Rang | Name                | Punkte |
| ---- | ------------------- | ------ |
| 1    | Éliot Grondin       | 684    |
| 2    | Loan Bozzolo        | 473    |
| 3    | Jakob Dusek         | 444    |
| 4    | Aïdan Chollet       | 407    |
| 5    | Julien Tomas        | 322    |
| 6    | Adam Lambert        | 311    |
| 7    | Lukas Pachner       | 300    |
| 8    | Leon Ulbricht       | 297    |
| 9    | Cameron Bolton      | 295    |
| 10   | Merlin Surget       | 269    |
| 11   | Alessandro Hämmerle | 246    |
| 12   | Nathan Pare         | 240    |
| 13   | Radek Houser        | 217    |
| 14   | Quentin Sodogas     | 215    |
| 15   | Lorenzo Sommariva   | 184    |
| 16   | Martin Nörl         | 182    |
| 17   | Lucas Eguibar       | 180    |
| 18   | Nick Baumgartner    | 148    |
| 19   | Jake Vedder         | 146    |
| 20   | Guillaume Herpin    | 136    |
| 21   | Jarryd Hughes       | 115    |
| 22   | Cody Winters        | 110    |
| 23   | Krystof Choura      | 109    |
| 24   | Kurt Hoshino        | 105    |
| 25   | Evan Bichon         | 102    |
| 26   | Julian Lüftner      | 100    |
| 27   | Glenn de Blois      | 99     |
| 28   | David Pickl         | 96     |

| Rang | Name                  | Punkte |
| ---- | --------------------- | ------ |
| 29   | Liam Moffatt          | 87     |
| 30   | Omar Visintin         | 85     |
| 31   | Léo Le Blé Jaques     | 84     |
| 32   | Paul Berg             | 82     |
| 33   | Leon Beckhaus         | 75     |
| 34   | Elias Leitner         | 72     |
| 35   | Huw Nightingale       | 68     |
| 36   | Kalle Koblet          | 57     |
| 37   | Alvaro Romero         | 55     |
| 38   | James Savard-Ferguson | 46     |
| 39   | Niels Conradt         | 46     |
| 40   | Valerio Jud           | 41     |
| 41   | Tommaso Leoni         | 33     |
| 42   | Achille Leleu         | 28     |
| 43   | Yoshiki Takahara      | 26     |
| 44   | Senna Leith           | 24     |
| 45   | Jonas Chollet         | 20     |
| 46   | Hagen Kearney         | 19     |
| 47   | Colby Graham          | 17     |
| 48   | Declan Dent           | 10     |
| 49   | James Johnstone       | 9      |
| 50   | Jan Kubicik           | 9      |
| 51   | Matteo Menconi        | 5      |
| 52   | Bernat Ribera         | 5      |
| 53   | Griffin Mason         | 2      |
| 54   | Julius Reichle        | 2      |
| 55   | Gao Dali              | 1      |

#### Wettbewerbe
| Datum      | Ort               | 1. Platz      | 2. Platz            | 3. Platz          |
| ---------- | ----------------- | ------------- | ------------------- | ----------------- |
| 14.12.2024 | Cervinia          | Jakob Dusek   | Cameron Bolton      | Lorenzo Sommariva |
| 24.01.2025 | Dolní Morava      | abgesagt      | abgesagt            | abgesagt          |
| 01.02.2025 | Beidahu           | Éliot Grondin | Alessandro Hämmerle | Merlin Surget     |
| 02.02.2025 | Beidahu           | Éliot Grondin | Leon Ulbricht       | Loan Bozzolo      |
| 15.02.2025 | Cortina d’Ampezzo | Aïdan Chollet | Kurt Hoshino        | Cody Winters      |
| 01.03.2025 | Erzurum           | Leon Ulbricht | Éliot Grondin       | Nick Baumgartner  |
| 08.03.2025 | Gudauri           | Jakob Dusek   | Adam Lambert        | Éliot Grondin     |
| 09.03.2025 | Gudauri           | Julien Tomas  | Lukas Pachner       | Loan Bozzolo      |
| 21.03.2025 | Montafon          | Loan Bozzolo  | Adam Lambert        | Aïdan Chollet     |
| 05.04.2025 | Mont Sainte-Anne  | Jakob Dusek   | Éliot Grondin       | Nathan Pare       |
| 06.04.2025 | Mont Sainte-Anne  | Éliot Grondin | Aïdan Chollet       | Loan Bozzolo      |

### Frauen

#### Weltcupwertungen
| Rang | Name                       | Punkte |
| ---- | -------------------------- | ------ |
| 1    | Léa Casta                  | 805    |
| 2    | Charlotte Bankes           | 622    |
| 3    | Julia Pereira de Sousa     | 474    |
| 4    | Josie Baff                 | 458    |
| 5    | Sina Siegenthaler          | 374    |
| 6    | Noémie Wiedmer             | 356    |
| 7    | Michela Moioli             | 348    |
| 8    | Mia Clift                  | 342    |
| 9    | Manon Petit-Lenoir         | 320    |
| 10   | Pia Zerkhold               | 296    |
| 11   | Aline Albrecht             | 216    |
| 12   | Audrey McManiman           | 209    |
| 13   | Jana Fischer               | 206    |
| 14   | Meryeta Odine              | 204    |
| 15   | Brianna Schnorrbusch       | 203    |
| 16   | Tess Critchlow             | 198    |
| 17   | Karolina Hrusova           | 169    |
| 18   | Zoe Colombier              | 163    |
| 19   | Amber Essex                | 137    |
| 20   | Pang Chuyuan               | 90     |
| 21   | Anouk Dörig                | 89     |
| 22   | Margaux Herpin             | 84     |
| 23   | Kata Mandel                | 84     |
| 24   | Henrietta Bartalis         | 83     |
| 25   | Yongqinglamu               | 81     |
| 26   | Maja-Li Iafrate Danielsson | 77     |
| 27   | Mai Brit Teder             | 63     |

| Rang | Name                  | Punkte |
| ---- | --------------------- | ------ |
| 28   | Acy Craig             | 59     |
| 29   | Belle Brockhoff       | 56     |
| 30   | Woo Sub-een           | 56     |
| 31   | Blanca Brunner        | 41     |
| 32   | Hanna Percy           | 39     |
| 33   | Lisa Francesia Boirai | 38     |
| 34   | Sofia Groblechner     | 31     |
| 35   | Felicie Leicht        | 31     |
| 36   | Sophie Hediger        | 29     |
| 37   | Rose Savard-Ferguson  | 27     |
| 38   | Tanja Kobald          | 26     |
| 39   | Remi Yoshida          | 25     |
| 40   | Chloé Trespeuch       | 22     |
| 41   | Marika Savoldelli     | 22     |
| 42   | Caterina Carpano      | 20     |
| 43   | Sofia Belingheri      | 19     |
| 44   | Bridget Maclean       | 17     |
| 45   | Abbey Wilson          | 15     |
| 46   | Virginia Boyd         | 13     |
| 47   | Luana Bianchi         | 12     |
| 48   | Kennedy Justinen      | 11     |
| 49   | Anais Jouffroy        | 8      |
| 50   | Yoshi Kohlwes         | 6      |
| 51   | Madeline Lochte-Bono  | 5      |
| 51   | Sara Strnadova        | 5      |
| 53   | Katarina Pitonakova   | 3      |

#### Wettbewerbe
| Datum      | Ort               | 1. Platz               | 2. Platz               | 3. Platz                   |
| ---------- | ----------------- | ---------------------- | ---------------------- | -------------------------- |
| 14.12.2024 | Cervinia          | Léa Casta              | Josie Baff             | Maja-Li Iafrate Danielsson |
| 24.01.2025 | Dolní Morava      | abgesagt               | abgesagt               | abgesagt                   |
| 01.02.2025 | Beidahu           | Charlotte Bankes       | Michela Moioli         | Léa Casta                  |
| 02.02.2025 | Beidahu           | Charlotte Bankes       | Josie Baff             | Sina Siegenthaler          |
| 15.02.2025 | Cortina d’Ampezzo | Charlotte Bankes       | Léa Casta              | Manon Petit-Lenoir         |
| 01.03.2025 | Erzurum           | Charlotte Bankes       | Léa Casta              | Josie Baff                 |
| 08.03.2025 | Gudauri           | Julia Pereira de Sousa | Léa Casta              | Michela Moioli             |
| 09.03.2025 | Gudauri           | Charlotte Bankes       | Julia Pereira de Sousa | Léa Casta                  |
| 21.03.2025 | Montafon          | Léa Casta              | Julia Pereira de Sousa | Charlotte Bankes           |
| 05.04.2025 | Mont Sainte-Anne  | Léa Casta              | Mia Clift              | Sina Siegenthaler          |
| 06.04.2025 | Mont Sainte-Anne  | Léa Casta              | Sina Siegenthaler      | Mia Clift                  |

### Mixed

#### Wettbewerbe
| Datum      | Ort          | 1. Platz                                          | 2. Platz                                         | 3. Platz                               |
| ---------- | ------------ | ------------------------------------------------- | ------------------------------------------------ | -------------------------------------- |
| 25.01.2025 | Dolní Morava | abgesagt                                          | abgesagt                                         | abgesagt                               |
| 02.03.2025 | Erzurum      | Australien ICameron Bolton Josie Baff             | Großbritannien IHuw Nightingale Charlotte Bankes | Österreich ILukas Pachner Pia Zerkhold |
| 22.03.2025 | Montafon     | Frankreich IIAïdan Chollet Julia Pereira de Sousa | Australien IAdam Lambert Josie Baff              | Frankreich ILoan Bozzolo Léa Casta     |

## Freestyle

### Männer

#### Weltcupwertungen
| Rang | Name                   | Punkte |
| ---- | ---------------------- | ------ |
| 1    | Taiga Hasegawa         | 439    |
| 2    | Ruka Hirano            | 385    |
| 3    | Yūto Totsuka           | 360    |
| 4    | Ayumu Hirano           | 290    |
| 5    | Scotty James           | 275    |
| 6    | Cameron Spalding       | 266    |
| 7    | Redmond Gerard         | 257    |
| 8    | Su Yiming              | 241    |
| 9    | Øyvind Kirkhus         | 230    |
| 10   | Ian Matteoli           | 220    |
| 11   | Rocco Jamieson         | 213    |
| 12   | Yang Wenlong           | 212    |
| 13   | Campbell Melville Ives | 201    |
| 14   | Francis Jobin          | 198    |
| 15   | Hiroto Ogiwara         | 195    |
| 16   | Jakub Hrones           | 190    |
| 17   | Shuichiro Shigeno      | 189    |
| 18   | Oliver Martin          | 176    |
| 19   | Ryusei Yamada          | 175    |
| 20   | Dane Menzies           | 175    |
| 21   | Liam Brearley          | 164    |
| 22   | Kira Kimura            | 161    |
| 23   | Mons Røisland          | 160    |
| 24   | Alessandro Barbieri    | 150    |
| 25   | Eli Bouchard           | 148    |
| 26   | Chris Corning          | 145    |
| 27   | Yuto Miyamura          | 140    |
| 28   | Marcus Kleveland       | 136    |
| 29   | Chase Josey            | 130    |
| 30   | Jonas Hasler           | 126    |
| 31   | Patrick Burgener       | 122    |
| 32   | Noah Vicktor           | 119    |
| 33   | Clemens Millauer       | 116    |
| 34   | Dusty Henricksen       | 114    |
| 35   | Lyon Farrell           | 110    |
| 36   | Lucas Foster           | 105    |
| 37   | Lee Chae-un            | 103    |
| 38   | Ryoma Kimata           | 98     |
| 39   | Sean Fitzsimons        | 96     |
| 40   | Jason Wolle            | 95     |
| 41   | Wang Ziyang            | 92     |
| 42   | Jake Canter            | 88     |

| Rang | Name                  | Punkte |
| ---- | --------------------- | ------ |
| 43   | Fynn Bullock-Womble   | 86     |
| 44   | Romain Allemand       | 84     |
| 45   | Enzo Valax            | 83     |
| 46   | Txema Mazet-Brown     | 83     |
| 47   | Leon Vockensperger    | 81     |
| 48   | Kalle Järvilehto      | 74     |
| 49   | Joey Okesson          | 70     |
| 50   | Kim Geon-hui          | 65     |
| 51   | Mark McMorris         | 56     |
| 52   | Iouri Podladtchikov   | 54     |
| 53   | Louis Philip Vito     | 53     |
| 54   | Judd Henkes           | 52     |
| 55   | Leo Framarin          | 50     |
| 56   | Samuel Jaros          | 50     |
| 57   | Lee Jio               | 48     |
| 58   | Chase Blackwell       | 44     |
| 59   | Florian Lechner       | 44     |
| 60   | Truth Smith           | 43     |
| 61   | Leon Guetl            | 41     |
| 62   | Konosuke Murakami     | 40     |
| 63   | Loris Framarin        | 40     |
| 64   | Ryan Wachendorfer     | 39     |
| 65   | Ruki Tobita           | 38     |
| 66   | Christoph Lechner     | 38     |
| 67   | Lee Dong-heon         | 36     |
| 68   | Sam Vermaat           | 36     |
| 69   | Darcy Sharpe          | 36     |
| 70   | Gu Ao                 | 34     |
| 71   | Augustinho Teixeira   | 33     |
| 72   | Nicolas Huber         | 31     |
| 73   | Kaito Hamada          | 30     |
| 74   | Joshua Robertson-Hahn | 30     |
| 75   | Liam Johnson          | 29     |
| 76   | Tit Stante            | 29     |
| 77   | Kim Kang-san          | 29     |
| 78   | Jesse Parkinson       | 28     |
| 79   | Ge Chunyu             | 27     |
| 80   | Bendik Gjerdalen      | 27     |
| 81   | Ren Chongshuo         | 26     |
| 82   | Sven Thorgren         | 25     |
| 83   | Brooklyn Depriest     | 25     |
| 84   | David Hablützel       | 24     |

| Rang | Name                         | Punkte |
| ---- | ---------------------------- | ------ |
| 85   | Fan Xiaobing                 | 24     |
| 86   | Siddhartha Ullah             | 24     |
| 87   | Gian Andrin Biele            | 20     |
| 88   | Dante Brcic                  | 19     |
| 89   | William Mathisen             | 19     |
| 90   | Ville Jukola                 | 18     |
| 91   | Alex Lotorto                 | 18     |
| 92   | Ryan Vo                      | 17     |
| 93   | Koyata Kikuchihara           | 16     |
| 94   | Erik Jurmu                   | 15     |
| 95   | Noah Avallone                | 15     |
| 96   | Orion Casas                  | 15     |
| 97   | Zhang Xinhao                 | 15     |
| 98   | Jose Antonio Aragon Salguero | 14     |
| 99   | Jules De Sloover             | 13     |
| 100  | Kade Martin                  | 13     |
| 101  | Valentino Guseli             | 13     |
| 101  | Joshua Bowman                | 13     |
| 103  | Brock Crouch                 | 12     |
| 103  | Laurent Ethier               | 12     |
| 105  | Hongbo Gao                   | 12     |
| 106  | Jeremy Denda                 | 11     |
| 107  | Pedro Pizarro                | 11     |
| 108  | Naj Mekinc                   | 11     |
| 109  | Liu Haoyu                    | 10     |
| 110  | Qi Yuhang                    | 10     |
| 111  | Liam Gill                    | 9      |
| 112  | Eric Dovjak                  | 9      |
| 113  | Gabriel Almqvist             | 8      |
| 113  | Zephyr Lovelock              | 8      |
| 115  | Joewen Frijns                | 7      |
| 116  | Matija Milenkovic            | 7      |
| 117  | Mischa Zürcher               | 7      |
| 118  | Kiran Pershad                | 7      |
| 119  | Kristian Salac               | 7      |
| 120  | Nicola Liviero               | 4      |
| 121  | Tristam Henkels              | 4      |
| 122  | Taitten Cowan                | 3      |
| 123  | Emiliano Lauzi               | 3      |
| 123  | Reed van Ness                | 3      |
| 125  | Nicolas Schütz               | 2      |
| 126  | Leonardo Saraiva             | 1      |

| Rang | Name                   | Punkte |
| ---- | ---------------------- | ------ |
| 01   | Ruka Hirano            | 340    |
| 02   | Yuto Totsuka           | 310    |
| 03   | Ayumu Hirano           | 290    |
| 04   | Scotty James           | 275    |
| 05   | Ryusei Yamada          | 175    |
| 06   | Shuichiro Shigeno      | 157    |
| 07   | Campbell Melville Ives | 151    |
| 08   | Alessandro Barbieri    | 130    |
| 09   | Chase Josey            | 130    |
| 10   | Patrick Burgener       | 110    |

| Rang | Name             | Punkte |
| ---- | ---------------- | ------ |
| 01   | Cameron Spalding | 230    |
| 02   | Redmond Gerard   | 192    |
| 03   | Su Yiming        | 186    |
| 04   | Mons Røisland    | 138    |
| 05   | Francis Jobin    | 126    |
| 06   | Dane Menzies     | 126    |
| 07   | Liam Brearley    | 113    |
| 08   | Marcus Kleveland | 104    |
| 09   | Rocco Jamieson   | 102    |
| 10   | Oliver Martin    | 100    |

| Rang | Name             | Punkte |
| ---- | ---------------- | ------ |
| 01   | Taiga Hasegawa   | 360    |
| 02   | Ian Matteoli     | 210    |
| 03   | Yang Wenglong    | 204    |
| 04   | Øyvind Kirkhus   | 181    |
| 05   | Hiroto Ogiwara   | 141    |
| 06   | Jakub Hroneš     | 132    |
| 07   | Clemens Millauer | 116    |
| 08   | Rocco Jamieson   | 115    |
| 09   | Eli Bouchard     | 114    |
| 10   | Chris Corning    | 111    |

#### Halfpipe
| Datum      | Ort             | 1. Platz     | 2. Platz     | 3. Platz            |
| ---------- | --------------- | ------------ | ------------ | ------------------- |
| 08.12.2024 | Secret Garden   | Yuto Totsuka | Scotty James | Ryusei Yamada       |
| 20.12.2024 | Copper Mountain | Ayumu Hirano | Yuto Totsuka | Ruka Hirano         |
| 18.01.2025 | Laax            | Scotty James | Ruka Hirano  | Ayumu Hirano        |
| 01.02.2025 | Aspen           | Ruka Hirano  | Ayumu Hirano | Ryusei Yamada       |
| 21.02.2025 | Calgary         | Ruka Hirano  | Yuto Totsuka | Alessandro Barbieri |

#### Slopestyle
| Datum      | Ort          | 1. Platz                   | 2. Platz                   | 3. Platz                   |
| ---------- | ------------ | -------------------------- | -------------------------- | -------------------------- |
| 31.08.2024 | Cardrona     | Cameron Spalding           | Mons Røisland              | Rocco Jamieson             |
| 18.01.2025 | Laax         | Cameron Spalding           | Redmond Gerard             | Noah Vicktor               |
| 02.02.2025 | Aspen        | Francis Jobin              | Su Yiming                  | Sean Fitzsimons            |
| 22.02.2025 | Calgary      | Oliver Martin              | Redmond Gerard             | Marcus Kleveland           |
| 14.03.2025 | Flachauwinkl | Wegen Schneefalls abgesagt | Wegen Schneefalls abgesagt | Wegen Schneefalls abgesagt |

#### Big Air
| Datum      | Ort         | 1. Platz       | 2. Platz       | 3. Platz        |
| ---------- | ----------- | -------------- | -------------- | --------------- |
| 19.10.2024 | Chur        | Taiga Hasegawa | Rocco Jamieson | Romain Allemand |
| 01.12.2024 | Peking      | Hiroto Ogiwara | Ian Matteoli   | Yang Wenlong    |
| 05.01.2025 | Klagenfurt  | Taiga Hasegawa | Ian Matteoli   | Øyvind Kirkhus  |
| 11.01.2025 | Kreischberg | Yang Wenlong   | Taiga Hasegawa | Kira Kimura     |
| 06.02.2025 | Aspen       | Eli Bouchard   | Taiga Hasegawa | Yuto Miyamura   |

### Frauen

#### Weltcupwertungen
| Rang | Name                 | Punkte |
| ---- | -------------------- | ------ |
| 1    | Mia Brookes          | 500    |
| 2    | Mari Fukada          | 465    |
| 3    | Zoi Sadowski-Synnott | 436    |
| 4    | Kokomo Murase        | 420    |
| 5    | Maddie Mastro        | 350    |
| 6    | Reira Iwabuchi       | 350    |
| 7    | Annika Morgan        | 311    |
| 8    | Anna Gasser          | 303    |
| 9    | Chloe Kim            | 250    |
| 10   | Sara Shimizu         | 241    |
| 11   | Cai Xuetong          | 232    |
| 12   | Momo Suzuki          | 218    |
| 13   | Laurie Blouin        | 215    |
| 14   | Miyabi Onitsuka      | 212    |
| 15   | Sena Tomita          | 205    |
| 16   | Lily Dhawornvej      | 196    |
| 17   | Mitsuki Ono          | 192    |
| 18   | Ariane Burri         | 180    |
| 19   | Melissa Peperkamp    | 179    |
| 20   | Hanna Karrer         | 159    |
| 21   | Hahna Norman         | 157    |
| 22   | Rebecca Flynn        | 151    |
| 23   | Madeline Schaffrick  | 149    |
| 24   | Choi Ga-on           | 140    |
| 25   | Xiaonan Zhang        | 134    |
| 26   | Elizabeth Hosking    | 132    |
| 27   | Wu Shaotong          | 131    |
| 28   | Isabelle Lötscher    | 129    |
| 29   | Maisie Hill          | 128    |
| 30   | Sonora Alba          | 125    |
| 31   | Rise Kudo            | 117    |
| 32   | Romy van Vreden      | 116    |
| 33   | Liu Yibo             | 114    |

| Rang | Name                  | Punkte |
| ---- | --------------------- | ------ |
| 34   | Evy Poppe             | 105    |
| 35   | Yura Murase           | 99     |
| 36   | Queralt Castellet     | 97     |
| 37   | Xiong Shirui          | 92     |
| 38   | Tess Coady            | 90     |
| 39   | Meila Stalker         | 88     |
| 40   | Yang Lu               | 86     |
| 41   | Laura Zaveska         | 86     |
| 42   | Qiu Leng              | 86     |
| 43   | Eveliina Taka         | 85     |
| 44   | Hanne Eilertsen       | 82     |
| 45   | Ai Yanyi              | 82     |
| 46   | Leilani Ettel         | 77     |
| 47   | Kona Ettel            | 73     |
| 48   | Kamilla Emma Kozuback | 73     |
| 49   | Nora Cornell          | 70     |
| 50   | Novalie Engholm       | 70     |
| 51   | Juliette Pelchat      | 65     |
| 52   | Felicity Geremia      | 55     |
| 53   | Laura Anga            | 53     |
| 54   | Rochelle Weinberg     | 53     |
| 55   | Berenice Wicki        | 50     |
| 56   | Ally Hickman          | 45     |
| 57   | Kaitlyn Adams         | 45     |
| 58   | Emma Gennero          | 45     |
| 59   | Lee Na-yoon           | 45     |
| 60   | Anne Hedrich          | 44     |
| 61   | Yu Seung-eun          | 41     |
| 62   | Bea Kim               | 36     |
| 63   | Zoe Kalapos           | 35     |
| 64   | Marilu Poluzzi        | 34     |
| 65   | Amelie Haskell        | 32     |
| 66   | Misaki Vaughan        | 31     |

| Rang | Name                    | Punkte |
| ---- | ----------------------- | ------ |
| 67   | Brooke D'Hondt          | 26     |
| 68   | Jin Rongxi              | 26     |
| 69   | Emeraude Maheux         | 26     |
| 70   | Paige Jones             | 26     |
| 71   | Telma Sarkipaju         | 25     |
| 71   | Andrina Salis           | 25     |
| 73   | Kinsley White           | 25     |
| 74   | Lola Cowan              | 24     |
| 75   | Fanny Piantanida Chiesa | 23     |
| 76   | Kristina Holzfeind      | 23     |
| 77   | Emily Arthur            | 23     |
| 78   | Hailey Langland         | 20     |
| 79   | Zoe Guerrero            | 19     |
| 80   | Jasmine Baird           | 16     |
| 81   | Katie Ormerod           | 15     |
| 82   | Courtney Rummel         | 15     |
| 83   | Amalia Pelchat          | 13     |
| 84   | Lucia Georgalli         | 13     |
| 85   | Sun Yuge                | 11     |
| 86   | Soha Janett             | 11     |
| 87   | Ava Lilly               | 11     |
| 88   | Gwyneth Park            | 10     |
| 89   | Selin Lakatha           | 8      |
| 89   | Matilde Pizzutto        | 8      |
| 91   | Ava Beer                | 7      |
| 91   | Sascha Elvy             | 7      |
| 93   | Lura Wick               | 5      |
| 93   | Kaylee Tippit           | 5      |
| 95   | Kaylie Neal             | 5      |
| 96   | Yugala Perach           | 4      |
| 97   | Šárka Pančochová        | 2      |
| 98   | Mae Morelli             | 1      |

| Rang | Name                | Punkte |
| ---- | ------------------- | ------ |
| 01   | Maddie Mastro       | 310    |
| 02   | Chloe Kim           | 250    |
| 03   | Sara Shimizu        | 241    |
| 04   | Cai Xuetong         | 232    |
| 05   | Sena Tomita         | 198    |
| 06   | Mitsuki Ono         | 192    |
| 07   | Madeline Schaffrick | 149    |
| 08   | Choi Ga-on          | 140    |
| 09   | Wu Shaotong         | 131    |
| 10   | Elizabeth Hosking   | 129    |

| Rang | Name                 | Punkte |
| ---- | -------------------- | ------ |
| 01   | Zoi Sadowski-Synnott | 312    |
| 02   | Mia Brookes          | 300    |
| 03   | Kokomo Murase        | 290    |
| 04   | Mari Fukada          | 241    |
| 05   | Annika Morgan        | 234    |
| 06   | Reira Iwabuchi       | 131    |
| 07   | Rebecca Flynn        | 127    |
| 08   | Laurie Blouin        | 126    |
| 09   | Melissa Peperkamp    | 118    |
| 10   | Miyabi Onitsura      | 104    |

| Rang | Name                 | Punkte |
| ---- | -------------------- | ------ |
| 01   | Mia Brookes          | 305    |
| 02   | Mari Fukada          | 305    |
| 03   | Reira Iwabuchi       | 255    |
| 04   | Anna Gasser          | 208    |
| 05   | Kokomo Murase        | 194    |
| 06   | Momo Suzuki          | 162    |
| 07   | Miyabi Onitsuka      | 150    |
| 08   | Hanna Karrer         | 128    |
| 09   | Zoi Sadowski-Synnott | 124    |
| 10   | Lily Dhawornvej      | 124    |

#### Halfpipe
| Datum      | Ort             | 1. Platz      | 2. Platz      | 3. Platz            |
| ---------- | --------------- | ------------- | ------------- | ------------------- |
| 08.12.2024 | Secret Garden   | Maddie Mastro | Cai Xuetong   | Madeline Schaffrick |
| 20.12.2024 | Copper Mountain | Sara Shimizu  | Cai Xuetong   | Mitsuki Ono         |
| 18.01.2025 | Laax            | Chloe Kim     | Maddie Mastro | Choi Ga-on          |
| 01.02.2025 | Aspen           | Chloe Kim     | Choi Ga-on    | Sara Shimizu        |
| 21.02.2025 | Calgary         | Sena Tomita   | Maddie Mastro | Elizabeth Hosking   |

#### Slopestyle
| Datum      | Ort          | 1. Platz             | 2. Platz             | 3. Platz      |
| ---------- | ------------ | -------------------- | -------------------- | ------------- |
| 31.08.2024 | Cardrona     | Kokomo Murase        | Mia Brookes          | Rebecca Flynn |
| 18.01.2025 | Laax         | Mia Brookes          | Zoi Sadowski-Synnott | Kokomo Murase |
| 02.02.2025 | Aspen        | Zoi Sadowski-Synnott | Kokomo Murase        | Mia Brookes   |
| 22.02.2025 | Calgary      | Mari Fukada          | Annika Morgan        | Mia Brookes   |
| 14.03.2025 | Flachauwinkl | Zoi Sadowski-Synnott | Annika Morgan        | Mari Fukada   |

#### Big Air
| Datum      | Ort         | 1. Platz             | 2. Platz       | 3. Platz      |
| ---------- | ----------- | -------------------- | -------------- | ------------- |
| 19.10.2024 | Chur        | Mari Fukada          | Reira Iwabuchi | Laurie Blouin |
| 01.12.2024 | Peking      | Mia Brookes          | Mari Fukada    | Anna Gasser   |
| 05.01.2025 | Klagenfurt  | Mia Brookes          | Mari Fukada    | Momo Suzuki   |
| 11.01.2025 | Kreischberg | Anna Gasser          | Reira Iwabuchi | Mia Brookes   |
| 06.02.2025 | Aspen       | Zoi Sadowski-Synnott | Kokomo Murase  | Momo Suzuki   |